# محمد عبد الله عنان
محمد عبد الله عنان (7 يوليو 1896 - 20 يناير 1986)، مؤرخ مصري بارز، اشتهر بوجه خاص بأبحاثه ومؤلفاته وتحقيقاته في مجال الدراسات الأندلسية.

## حياته
ولد محمد بن عبد الله بن عبد المطلب بن عرفة العناني العمري في 7 يوليو 1896م، بقرية بشلا التابعة لمركز ميت غمر بمديرية الدقهلية، في أسرة ترجع أصولها إلى السادة العنانية، الذين ينتسبون إلى عبد الله بن عمر بن الخطاب، وخرج منهم على مر العصور علماء وفقهاء.

## تعليمه
تلقى عنان دروسه في كتّاب القرية، حيث حفظ أجزاء من القرآن الكريم، ثم انتقلت الأسرة إلى القاهرة، فتلقى دروسه الابتدائية في مدرسة العقادين، ودروسه الثانوية في المدرسة الخديوية، وحصل على البكالوريا سنة 1914، ثم درس القانون في مدرسة الحقوق السلطانية وتخرج فيها سنة 1918، فآثر الاشتغال بالمحاماة على مناصب الإدارة والنيابة العمومية.
وقد تعلم عنان منذ صباه الإنجليزية والفرنسية والألمانية (وأضاف إليها الإسبانية لاحقًا ليتمكن من مواصلة بحوثه الأندلسية من مصادرها)، كما كان على دراية باللاتينية،

## حياته العملية
اشتغل عنان بالصحافة، ونشر بعض المقالات في الصحف منذ سن مبكرة، وكان يكتب بانتظام في جريدتي «السياسة» و«السياسة الأسبوعية»، ولكنه ظل في كتابته الصحفية مستقلًا عن الولاء للأحزاب وسياساتها، وآثر الكتابة في السياسة الخارجية والشؤون الدولية، وفي النهاية ترك المحاماة وتفرغ للكتابة الصحفية والبحوث التاريخية.
كان عنان أحد أربعة أسسوا الحزب الاشتراكى سنة 1921 (الثلاثة الآخرون هم سلامة موسى ومحمود حسني العرابي وعلي العناني)، غير أنه تركه فيما بعد ولم يلتحق بأي من الأحزاب المصرية الناشئة، وإن كان يميل أحيانًا إلى حزب الأحرار الدستوريين، وجمعته الصداقة مع الكاتبين محمد حسين هيكل (الذي قدّم لبعض كتبه) وإبراهيم عبد القادر المازني، واشترك معهما في تأليف كتاب سياسى بعنوان «السياسة المصرية والانقلاب الدستورى» (1931)، وله كتب في التعريف بالمذاهب الاشتراكية، منها كتابه «المذاهب الاجتماعية الحديثة».
التحق عنان قبيل الحرب العالمية الثانية بالعمل بإدارة المطبوعات، وظل فيها حتى صار وكيلًا لها، ثم نقل إلى وزارة المعارف مراقبًا للثقافة العامة، وقضى فيها خمسة عشر عامًا، استقال بعدها «نادمًا على فعلته تلك، ساخطًا على بيئة الوظيفة الحكومية، ناعيًا على أخلاقيات العمل فيها»، غير أن الوظيفة لم تشغله عن الكتابة في الأدب والتاريخ، ولا حالت دون سفره إلى أوروبا لمواصلة بحوثه.
سافر عنان إلى إسبانيا للمرة الأولى في صيف عام 1936 ليدرس المراجع والمخطوطات العربية في مكتبات الإسكوريال ومدريد وغرناطة، ويتجول في القواعد التي كانت مسرحًا للأحداث في طليطلة وقرطبة وإشبيلية وغرناطة ومالقة وبلنسية وغيرها، ويدرس على الطبيعة معالم الوقائع والأحداث التاريخية الشهيرة، وما تخلف في حياة الناس وأزيائهم وعاداتهم وتقاليدهم، وكانت هذه بداية زيارات عديدة تجول فيها عنان في أرجاء إسبانيا ليرى كل شيء عن كثب، ويتردد على دور المحفوظات، ويحقق الأسماء، ويعين مواقع القرى التي اندثرت أو أخذت أسماء أخرى، وفي هذه الفترة بدأ يتعلم الإسبانية، ليتفاهم مع محدثيه الإسبان دون مترجم، وليستخدم الوثائق والمصادر الإسبانية مباشرة دون وسيط، وبلغ مجموع رحلاته في إسبانيا والمغرب ست عشرة رحلة، استعان فيها بالعديد من المصادر المخطوطة الإسبانية (ولا سيما مجموعة الإسكوريال ومجموعة أكاديمية التاريخ) والمجموعات المغربية في الرباط وفاس.
نهض عنان في أخريات حياته بمهمة فهرسة القسم التاريخي من الخزانة الملكية بالرباط بالاشتراك مع عبد العالي لمدبر ومحمد سعيد حنشي، وبإشراف ومراجعة أحمد شوقي بنبين، وقد صدر هذا القسم سنة 1980 تحت عنوان «فهارس الخزانة الحسنية: فهرس قسم التاريخ والرحلات والإجازات».
حاضر محمد عبد الله عنان في بعض المراكز العلمية بالخارج، ومنها مدرسة الدراسات الشرقية في لندن، وانتُخب عضوًا بمجمع اللغة العربية بالقاهرة في عام 1976.

## مؤلفاته
نشر عنان نحو ثلاثين كتابًا في مجالات مختلفة، كان للتاريخ منها النصيب الأكبر، وبالأخص تاريخ الأندلس.

### دولة الإسلام في الأندلس
وهو موسوعة ضخمة من أشهر كتب عنان، تقع في "8" أجزاء تضم أربعة آلاف صفحة، وتغطي تاريخ دولة الإسلام في الأندلس منذ الفتح وحتى السقوط، إلى جانب تمهيد بأحوالها قبل الفتح الإسلامي، وخاتمة عن أحوال مسلمي الأندلس بعد سقوطها، وجزء أخير عن الآثار الإسلامية الباقية في إسبانيا والبرتغال. استغرق إنجازها نحو 25 سنة، وقام خلال هذه السنوات بالعديد من الرحلات إلى النواحي الأندلسية والمملكة المغربية، اطلع فيها على المصادر المحفوظة في المكتبات الإسبانية والمغربية، وزار مواقع الأحداث. صدر الكتاب الأول من هذه الموسوعة عام 1943 (أي بعد سبع سنوات من رحلته الأولى إلى إسبانيا)، وانتهى عام 1965 من المجلد السابع منها. أعيد طبع الكتاب بأجزائه الثمانية عام 2001 في سلسلة مكتبة الأسرة المصرية، بالتعاون بين مكتبة الخانجي (ناشر معظم مؤلفات عنان) والهيئة المصرية العامة للكتاب، ولا يزال دارسو التاريخ الأندلسي في الشرق والغرب يعتمدون على هذه الموسوعة ويثقون في المعلومات الواردة فيها.

### مؤلفات أخرى
- تاريخ العرب في إسبانيا، أو تاريخ الأندلس (مطبعة السعادة، القاهرة، 1924)[3]
- مواقف حاسمة في تاريخ الإسلام (تُرجم إلى الإنجليزية ونُشر في لاهور سنة 1941 تحت عنوان Decisive Moments in the History of Islam، كما تُرجم إلى الأوردية أيضًا)[3]
- المآسي والصور الغوامض: صور تاريخية بأسلوب قصصي أدبي (1944)[3]
- مأساة مايرلنج: دراسة تاريخية تحليلية مستقاة من الوثائق الامبراطورية النمسوية (نشره بالإنجليزية سنة 1945 تحت عنوان The Tragedy of Meyerling)، ثم نشره بالعربية عن دار المعارف سنة 1948.[3]
- تراجم إسلامية شرقية وأندلسية (دار المعارف، القاهرة، 1947): ترجم فيه لثمانية عشر علمًا من أعلام التاريخ الإسلامي، دون أن يتقيد بعصر أو دولة[7]
- قضايا التاريخ والمحاكمات الكبرى
- ابن خلدون: حياته وتراثه الفكري: ألفه عنان في الذكرى الستمائة لمولد ابن خلدون، وقسمه إلى ثلاثة أقسام: القسم الأول عن حياة ابن خلدون، وفيه ذكر للدول التي كان له بها علاقة، والقسم الثاني وصف لما خلفه ابن خلدون من مؤلفات، ولا سيما مؤلفه الأكبر «المقدمة»، والقسم الثالث عرض لآراء الغربيين في ابن خلدون وأثره في مؤلفات أوروبا في العصور الوسطى، وقد ذكر عنان في مقدمة كتابه أن دافعه إلى تأليف هذا الكتاب هو «وفاء التلميذ لأستاذه».[8] وقد تُرجم هذا الكتاب إلى الإنجليزية (بعنوان Ibn Khaldun: His Life and Works) والأوردية، ونُشر في لاهور.[3]
- لسان الدين بن الخطيب: حياته وتراثه الفكري (القاهرة، 1968)
- تاريخ الجامع الأزهر
- تاريخ المؤامرات السياسية
- المذاهب الاجتماعية الحديثة
- تاريخ الجمعيات السرية والحركات الهدامة
- الحاكم بأمر الله وأسرار الدعوة الفاطمية
- مصر الإسلامية وتاريخ الخطط المصرية
- التجربة المغربية: عرض لأوضاع المغرب قبل الاستقلال وتحليل لأسلوب معالجة مشاكله بعد التحرير.
- فهارس الخزانة الحسنية: فهرس قسم التاريخ والرحلات والاجازات (بالاشتراك مع عبد العالي لمدبر، محمد سعيد حنشي؛ اشراف ومراجعة أحمد شوقي بنبين)
- السياسة المصرية والانقلاب الدستوري (بالاشتراك مع محمد حسين هيكل وإبراهيم عبد القادر المازني).[5]
- ثلثا قرن من الزمان: (مذكرات محمد عبد الله عنان): صدر عام 1988، بعد وفاته.[5]

## ترجمة
- تاريخ أوروبا الحديث: ترجمه عن الإنجليزية وأصدره وهو بعد طالب بمدرسة الحقوق (مطبعة السعادة، القاهرة، 1915).[3]
- ترجمة كتاب تاريخ الأندلس في عهد المرابطين والموحدين للمؤرخ الألماني يوسف أشباخ (نُشر الأصل الألماني سنة 1833، ونشر عنان ترجمته العربية سنة 1940).[3][5]
- قصص اجتماعية ونماذج من أدب الغرب، تأليف:بول بورجيه
- فلسفة ابن خلدون الاجتماعية: تحليل ونقد، وهو أطروحة طه حسين للدكتوراه (ترجمها عنان عن الفرنسية ونشرها سنة 1925).[3][5]

## تحقيقات
- ريحانة الكتاب ونجعة المنتاب، لسان الدين بن الخطيب، تاريخ النشر: 1400هـ، 1980م
- الإحاطة في أخبار غرناطة، لسان الدين بن الخطيب، تاريخ النشر: 93 - 1397 هـ، 73 - 1977 م

## الجوائز والتكريم
- جائزة الدولة التقديرية في العلوم الاجتماعية (مصر، 1977)[5]
- وسام الجمهورية من الطبقة الأولى (مصر، 1978)[5]
- وسام الكفاءة الفكرية من العاهل المغربي الحسن الثاني (المملكة المغربية، 1981)[5]
- اختير عضوًا بمجمع اللغة العربية بالقاهرة (1976) ونادي القلم الدولي[5]

## حياته الخاصة
تزوج عنان سنة 1930 من فتاة نمساوية تُدعى يوهانا، أسلمت بعد سبع سنوات وصار اسمها هناء.

## وفاته
توفي محمد عبد الله عنان في 20 يناير 1986.